# Hidden Treasures
Hidden Treasures — мініальбом американського гурту Megadeth. Виданий 18 липня 1995 року. До платівки увійшли треки, які ніколи раніше не вдавалися. Спочатку міні-альбом був бонус-диском до європейського видання альбому Youthanasia. Трохи пізніше цього ж року Hidden Treasures був виданий як самостійний альбом у США та Японії. 30 квітня 2007 року альбом був перевиданий у Європі.
Загальна тривалість композицій становить 29:06. Альбом відносять до напрямків хеві-метал, треш-метал, спід-метал.

## Список пісень
1. «No More Mr. Nice Guy» кавер Alice Cooper(Alice Cooper, Michael Bruce) — 3:02
  - Походить з саундтреку до фільму Shocker
2. «Breakpoint» (Dave Mustaine, David Ellefson, Nick Menza) — 3:29
  - Походить з саундтреку до фільму Super Mario Bros.
3. «Go to Hell» (Mustaine, Marty Friedman, Ellefson, Menza) — 4:36
  - Походить з саундтреку до фільму Bill & Ted's Bogus Journey
4. «Angry Again» (Mustaine) — 3:47
  - Походить з саундтреку до фільму Last Action Hero
5. «99 Ways to Die» (Mustaine) — 3:58
  - Походить з компіляції The Beavis and Butt-head Experience
6. «Paranoid» кавер Black Sabbath(Ozzy Osbourne, Tony Iommi, Geezer Butler, Bill Ward) — 2:32
  - Походить з компіляції Nativity in Black: A Tribute to Black Sabbath
7. «Diadems» (Mustaine) — 3:56
  - Походить з саундтреку до фільму Tales from the Crypt Presents Demon Knight
8. «Problems» кавер Sex Pistols(Johnny Rotten, Steve Jones, Glen Matlock, Paul Cook) — 3:57
  - Походить з промо A Tout le Monde

## Сертифікації
| Регіон                                             | Сертифікація | Продажі |
| -------------------------------------------------- | ------------ | ------- |
| Канада (Music Canada)                              | Золотий      | 50 000^ |
| ^відвантаження, що базуються лише на сертифікаціях |              |         |